# Weicheng (Weifang)
Der Stadtbezirk Weicheng (潍城区) ist ein Stadtbezirk in der ostchinesischen Provinz Shandong. Er gehört zur bezirksfreien Stadt Weifang. Weicheng hat eine Fläche von 269,5 km² und zählt 415.118 Einwohner (Stand: Zensus 2010). Der Stadtbezirk ist Zentrum und Sitz der Stadtregierung von Weifang.

## Administrative Gliederung
Auf Gemeindeebene setzt sich der Stadtbezirk aus sechs Straßenvierteln zusammen. Diese sind:
- Straßenviertel Chengguan 城关街道
- Straßenviertel Nanguan 南关街道
- Straßenviertel Xiguan 西关街道
- Straßenviertel Beiguan 北关街道
- Straßenviertel Wangliu 望留街道
- Straßenviertel Yuhe 于河街道